# روبینین
روبینین (به انگلیسی: Robinin) با فرمول شیمیایی C33H40O19 یک ترکیب شیمیایی با شناسه پاب‌کم ۵۲۸۱۶۹۳ است؛ که جرم مولی آن ۷۴۰٫۶۶ گرم بر مول می‌باشد.